# Спазъм
Спазмът е неволно и внезапно свиване на мускул или група мускули. Поредицата от спазми или наличието на постоянни спазми се нарича спазмизъм.
Една спазматична мускулна контракция може да бъде причинена от много медицински състояния, включително дистония. Най-често това е мускулна крампа, която е придружена от внезапен прилив на болка. Мускулните крампи обикновено са безвредни и отшумяват до няколко минути. Причината за тях най-често е йонен дисбаланс или мускулно претоварване.
Съществуват и други причини за неволеви мускулни контракции и някои от тях могат да доведат до здравословни проблеми.

## Причини
Спазмът може да бъде мускулна контракция, причинена от необичайна нервна стимулация, както и от необичайна активност на самия мускул. Той може да доведе до мускулни разтежения или разкъсвания на сухожилията и лигаментите, ако силата на спазма надвишава якостта на опън на подлежащата съединителна тъкан. Това може да се случи при особено силен спазъм или при отслабена съединителна тъкан.
Хипертоничният мускулен спазъм е състояние на хроничен, прекомерен мускулен тонус. Това е размерът на контракцията, която остава, когато мускулът не работи. Истинският хипертоничен спазъм се причинява от неправилно функциониращи нерви за обратна връзка. Това е много по-сериозно и може да остане за постоянно, ако не се лекува. В този случай хипертоничният мускулен тонус е прекомерен и мускулите не могат да се отпуснат.
Подвид на спазмите са коликите. Това е епизодична болка, причинена от спазъм на гладката мускулатура в определен орган. Характерно за коликите е усещането, че трябва да се движите и болката може да предизвика гадене или повръщане.